# Marc-Aurèle Caillard
Marc-Aurèle Caillard (sinh ngày 12 tháng 5 năm 1994) là cầu thủ bóng đá chuyên nghiệp người Pháp hiện đang thi đấu ở vị trí thủ môn.

## Sự nghiệp
Caillard ra mắt AS Monaco trong trận thua 2–0 trước Reims tại Ligue 2. Mùa giải kế tiếp, Monaco vô địch Ligue 2, trong khi Caillard không được sử dụng trong hai trận đấu.
Anh ta gia nhập Clermont Foot vào tháng 7 năm 2015.
Vào tháng 6 năm 2017, Caillard ký hợp đồng có thời hạn 1 năm với En Avant de Guingamp. Vào ngày 29 tháng 1 năm 2019, anh ta vào sân thay người trong loạt sút luân lưu của Guingamp trong trận bán kết Coupe de la Ligue trước Monaco. Caillard cản phá hai quả phạt đền và Guingamp thắng 5–4, giúp đội bóng lọt vào trận chung kết Coupe de La Ligue lần đầu tiên trong lịch sử của đội.
Anh ta gia nhập Metz vào ngày 20 tháng 7 năm 2020 theo dạng chuyển nhượng tự do.

## Danh hiệu
Monaco
Ligue 2: 2012–13